# MEETS PORT
MEETS PORT（日语：ミーツポート）是一個位於東京都文京区東京巨蛋城（東京ドームシティ）内的複合商業設施，在2008年3月19日啟用。

## 歷史
MEETS PORT的現址在1937年至1987年間原本是後樂園球場，該球場在1987年閉館後，於1988年初拆除。球場拆除後空出的用地原本是作為東京巨蛋球場的附設停車場，之間也短暫的被用作俄羅斯大馬戲團（Bolshoi Circus）的表演場地。直到2006年2月時MEETS PORT開始動工，2008年3月竣工，同月19日啟用。

## 概要
MEETS PORT是一棟地面5層，地下4層的建築物。入口位於水道橋十字路口（水道橋交差点）附近，其地下4樓是MEETS PORT第2停車場。
有各種餐廳和便利商店入駐。

## TOKYO DOME CITY HALL
TOKYO DOME CITY HALL或稱東京巨蛋表演廳（日语：東京ドームシティホール、TOKYO DOME CITY HALL），經常簡稱為「TDC Hall」（日语：TDCホール）是一個設置在MEETS PORT地下三樓至地上二樓的多功能廳。

## 備註
1. ↑  .   [2015-12-07]. （原始内容存档于2021-01-12） （日语）.

## 外部連結
- （日語）MEETS PORT官方網站